# Duitse Rijksdagverkiezingen

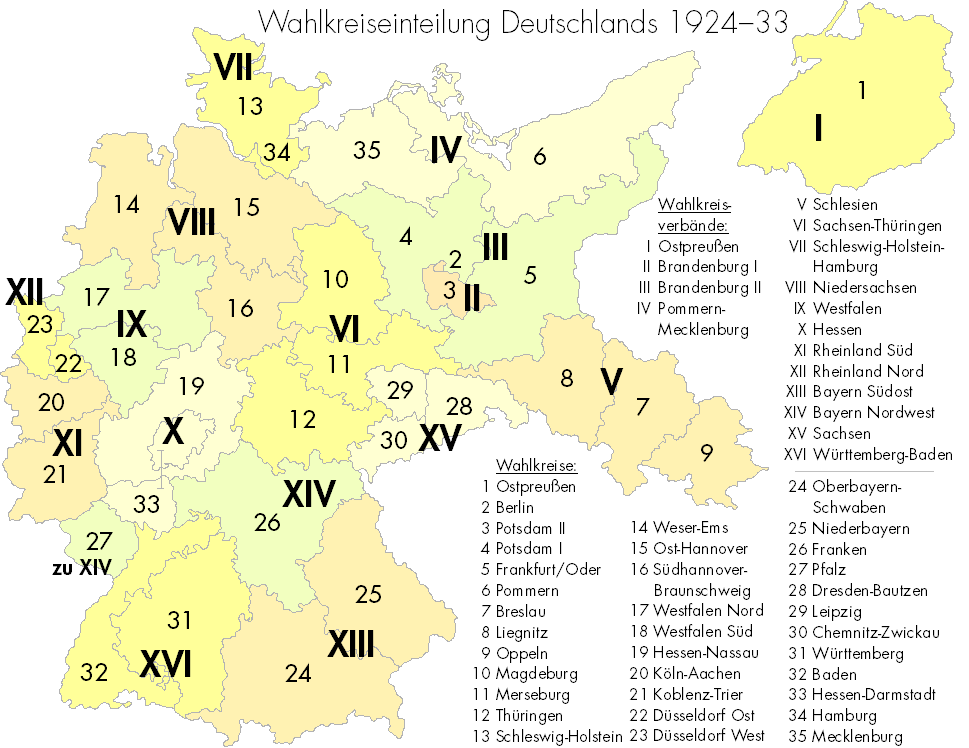
Sinds 1924 was Duitsland opgedeeld in 35 kieskringen (Wahlkreisen)

Bij de verkiezingen voor de Duitse Rijksdag (Duits: Reichstagswahlen) stemden de Duitse stemgerechtigden tussen 1867 en 1933 de leden van het Duitse parlement, de Rijksdag. Overigens vonden er tijdens het nationaalsocialisme (1933-1945) ook Rijksdagverkiezingen plaats, maar omdat er maar één partij (d.i. de NSDAP) aan de verkiezingen, ging het hier om schijnverkiezingen.

## Noord-Duitse BondenDuitse Keizerrijk
Ten tijde van de Noord-Duitse Bond (1867-1871) en het Duitse Keizerrijk (1871-1918) werden er in Duitsland rijksdagverkiezingen gehouden. Stemgerechtigd waren Duitse mannen van 25 jaar en ouder. Uitgesloten waren mannen die een jaar voor de verkiezingen een armentoelage hadden gekregen, militairen, geestelijk gehandicapten en mannen die het burgerrecht niet bezaten. In totaal bezat zo'n 20% van de Duitse mannen stemrecht. Er was dus sprake van een vorm van censuskiesrecht, maar er was zeker geen sprake van het drieklassenstemrecht, zoals in Pruisen. Het kiessysteem was niettemin gunstig voor personen met een hoog inkomen die in meerderheid op conservatieve of conservatief-liberale kandidaten en ongunstig voor de middenklasse en - zeker - voor de arbeidersklasse die in meerderheid op kandidaten van meer progressieve partijen (SPD, Vooruitstrevende Volkspartij, Duitse Centrumpartij) stemden.

## Weimarrepubliek
Met de stichting van de Republiek Duitsland (1918) kwam er een einde aan het ongelijke kiesrecht. Stemgerechtigd werden alle Duitse mannen en vrouwen van 20 jaar en ouder, uitgezonderd hen die het burgerrecht niet bezaten. De Rijksdag werd tijdens de Weimarrepubliek via het stelsel van evenredige vertegenwoordiging gekozen. Op iedere 60.000 Duitsers werd één rijksdagafgevaardigde gekozen.